# Gomaringen
Gomaringen je německá samosprávná obec v okrese Tübingen ve spolkové zemi Bádensko-Württembersko. Nachází se přibližně 10 km od okresního města Tübingen.

## Historie
Koncovka ingen dokládá vznik osady v období alamanského osídlení oblasti. První písemná zmínka ale pochází až z roku 1191.
Na počátku 14. století byl vystavěn místní hrad, který byl za renesance přestavěn na zámek. Mezi lety 1837 a 1841 sloužil jako fara.
Roku 1973 se obec stala součástí okresu Tübingen. Do té doby spadala pod město Reutlingen.

## Partnerská města
- Arcis-sur-Aube (od roku 1976)

## Pamětihodnosti
- Zámek Gomaringen
- Muzeum spisovatele Gustava Schwaba na zámku